# Yacatecuhtli
Yacatecuhtli (en nàhuatl: yacatecuhtli 'Senyor del nas' yacatl, nas; tecuhtli, senyor), a la mitologia mexica és el déu del comerç, patró dels mercaders i de l'intercanvi, principalment en els viatges comercials; el seu símbol és el "feix de vares" format per la unió dels bastons dels caminants i el nas. Era un dels déus ancians. Déu dels mercaders i els viatgers, per la qual cosa els asteques li oferien esclaus com a sacrifici per satisfer-lo i assegurar-se la seva felicitat. Se'l representa amb un nas prominent, que servia de guia als viatgers.